# モーターゾーンTV
『モーターゾーンTV』(モーターゾーンティービー)は、エムテックグループが制作し、2019年10月より地上波各局にて週1回放送されているクルマ・バイク・ボートなどのモーター情報番組である。

## 概要
あらゆるモータービークルをカッコ良く着こなすための情報番組。無料購読専門誌『モーターを着こなせ!』を制作しているエムテックゾーンが手掛けている。2018年1月～2019年9月までは三重テレビにて月1回火曜25:20 - 25:50に放送されていた。全国のプロショップを取材し、様々なモータービークルを紹介している。

## 番組内容
- 三重テレビのみ放送のローカル枠の時代では、司会の福田ちづる・加藤タクヤが、リポーターとして、トミーや銀鯱ヒーロー、主に、ゾーンメイツをメインに、現地でカーオーディオショップで、カー用品や車などのリポート動画を撮影したものを、司会がご意見番として、リポーターとしての、「辛口コメント（ダメ出し）」を指図するのが定番だった。
- タクヤとゾーンメイツがコントをするミニコーナーがあった。
- 番組のエンディングでは、毎回、リポーターと番組ディレクターが、反省点を話し合っていた。

## 出演者
- 司会：福田ちづる
- 司会・リポーター：加藤タクヤ
- リポーター：丸山浩
- リポーター：勇翔

## 過去の出演者
- リポーター：高嶺みゆ（BSJプロジェクト） - ゾーンメイツ
- リポーター：花咲郁[2] - ゾーンメイツ
- リポーター： Mr.MOTORZONE・トミー（モーターゾーン編集者）
- リポーター：銀鯱ヒーロー ORCA[3]

## 放送局
| 放送対象地域 | 放送局              | 系列   | 放送時間           | 放送期間        |
| ------------ | ------------------- | ------ | ------------------ | --------------- |
| 群馬県       | 群馬テレビ（GTV）   | 独立局 | 火曜 23:30～24:00  | 2019年10月2日 - |
| 栃木県       | とちぎテレビ（GYT） | 独立局 | 火曜 25:00 ～25:30 | 2023年10月4日 - |
| 埼玉県       | テレビ埼玉（TVS）   | 独立局 | 火曜 25:00 ～25:30 | 2023年10月4日 - |
| 千葉県       | 千葉テレビ（CTC）   | 独立局 | 火曜 25:00 ～25:30 | 2023年10月4日 - |
| 岐阜県       | 岐阜放送（GBS）     | 独立局 | 火曜 24:00 ～24:30 | 2019年10月1日 - |
| 三重県       | 三重テレビ（MTV）   | 独立局 | 火曜 25:50 ～26:20 | 2023年10月4日 - |
| 滋賀県       | びわ湖放送（BBC）   | 独立局 | 火曜 24:00 ～24:30 | 2023年10月4日 - |
| 奈良県       | 奈良テレビ（TVN）   | 独立局 | 火曜 24:00 ～24:30 | 2019年10月7日 - |
| 和歌山県     | テレビ和歌山（WTV） | 独立局 | 火曜 25:05 ～25:35 | 2019年10月3日 - |

| 放送対象地域 | 放送局            | 系列           | 放送曜日・時間     | 放送時期                       |
| ------------ | ----------------- | -------------- | ------------------ | ------------------------------ |
| 愛知県       | テレビ愛知（TVA） | テレビ東京系列 | 金曜 27:05 ～27:35 | 2022年10月14日 - 2023年9月29日 |

## 関連番組
- CARZONE TV - 岐阜市の中古車情報誌・カーゾーン[4]の自動車情報番組。